# سوسیس خون

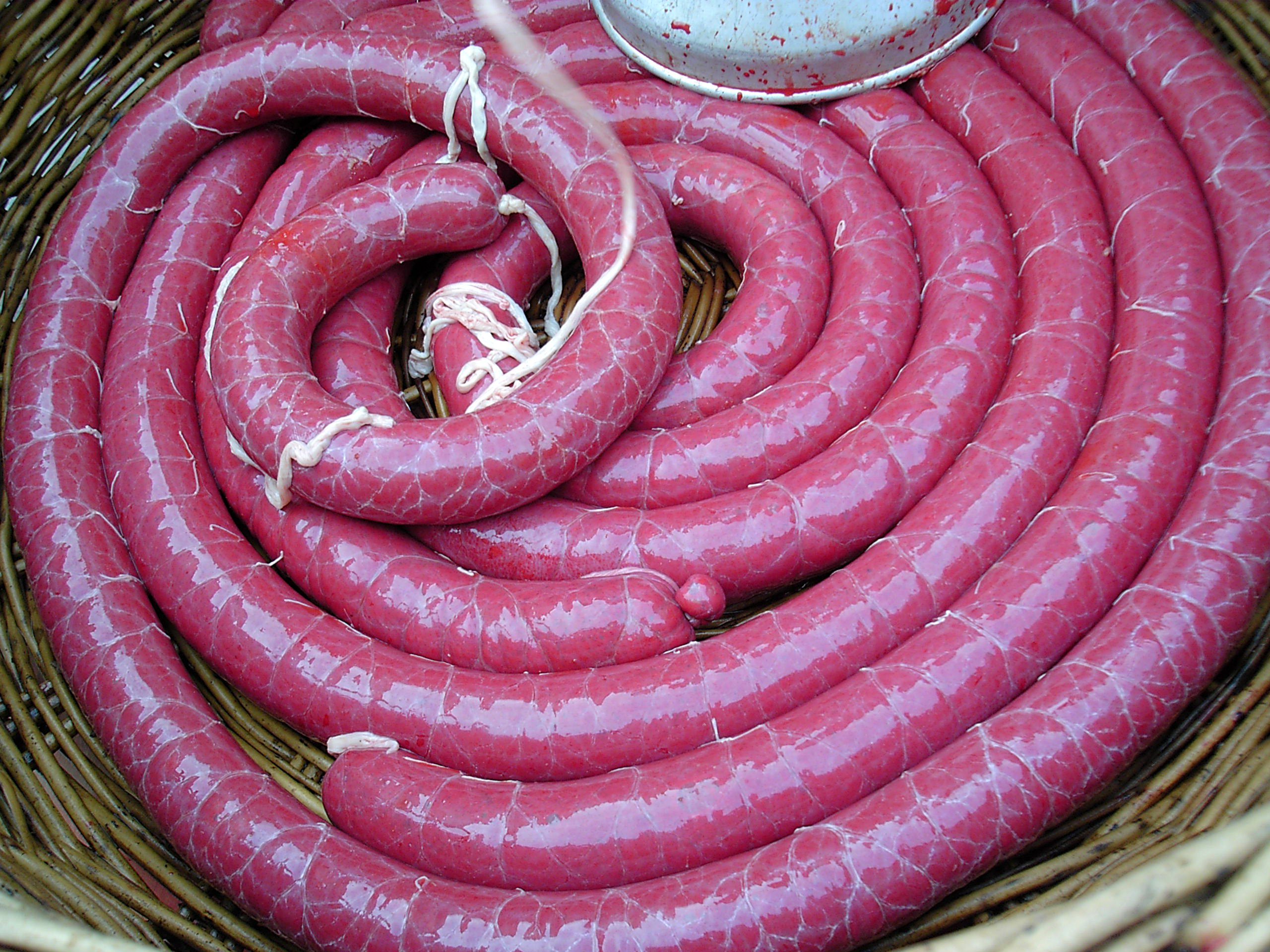
یک نوع سوسیس خون با نام بودین (قبل از پخت)

سوسیس خون، پودینگ سیاه یا پودینگ خون، نوعی سوسیس است که در نوعی آشپزی ویژه به نام آشپزی با خون (خون به عنوان ماده اولیه) تهیه می‌شود. در این نوع سوسیس، از خون به عنوان ماده اولیه استفاده کرده و آن را پس از مخلوط کردن با یک فیلر یا پر کننده، پخته یا خشک می‌کنند، تا نهایتاً پس از سرد کردن آن ماسیده و در حد سوسیس‌های بسته‌بندی سفت گردد. خون حیواناتی نظیر خوک و گاو کاربرد بیشتری در تهیه این نوع سوسیس دارد، خون گوسفند و بز نیز در برخی موارد در تهیه این نوع سوسیس‌ها استفاده می‌شود. خون اسب و ماکیان، مثل مرغ، خروس و اردک نیز به ندرت کاربرد دارند. در این نوع سیستم آشپزی از گوشت، انواع روغن، پیاز، پی، انواع نان، سیب زمینی شیرین، بلوط، جو و جو دو سر به عنوان پرکننده استفاده می‌شود.

## نگارخانه

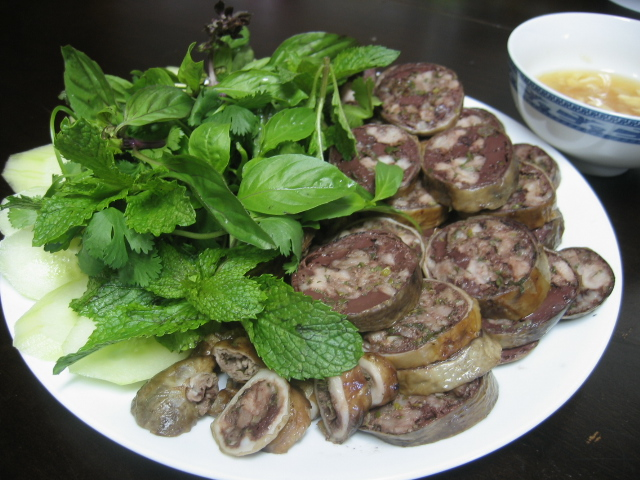
نوعی سوسیس خون ویتنامی همراه با ریحان و نعنا
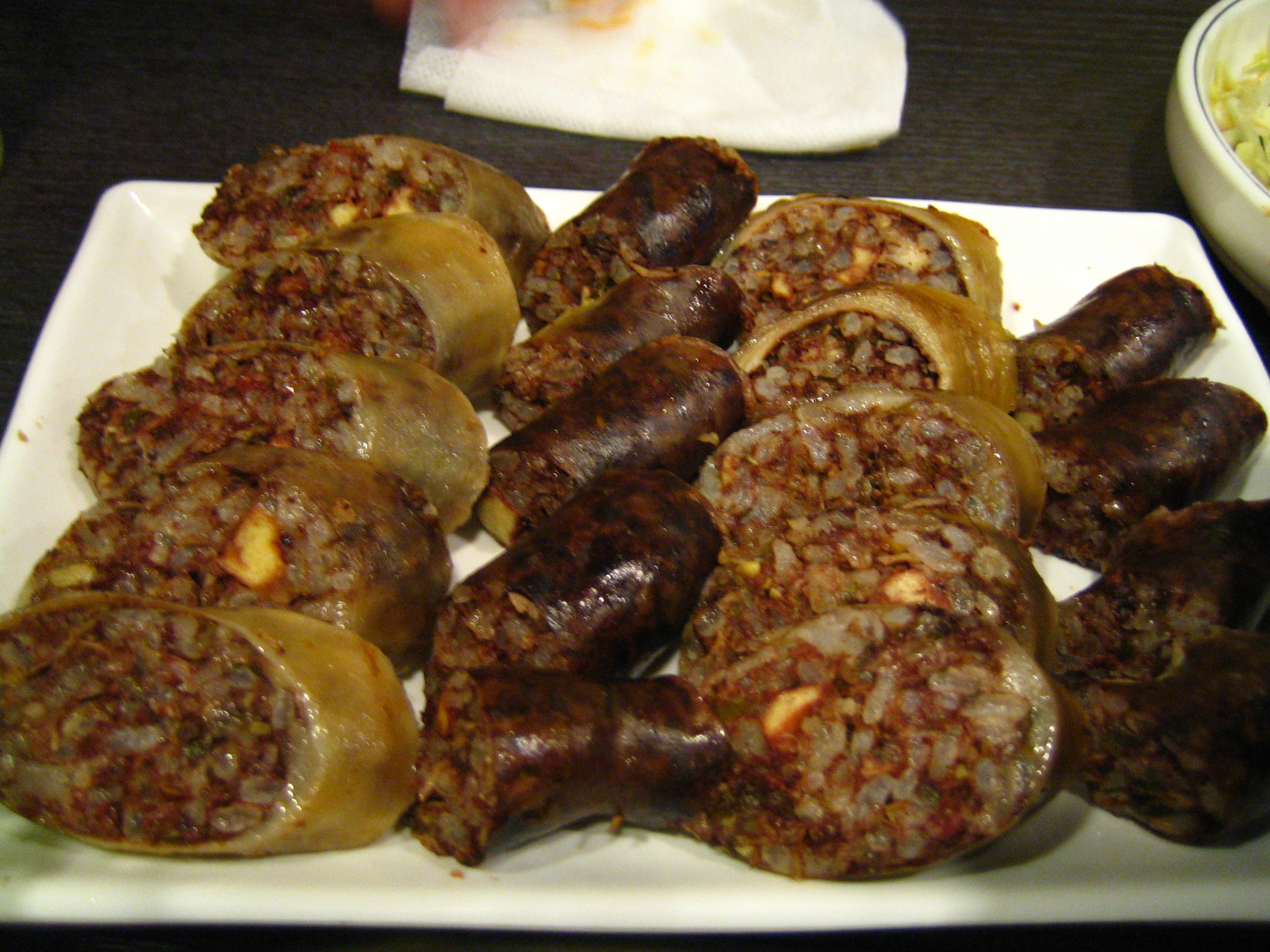
نوعی سوسیس خون کُره‌ای
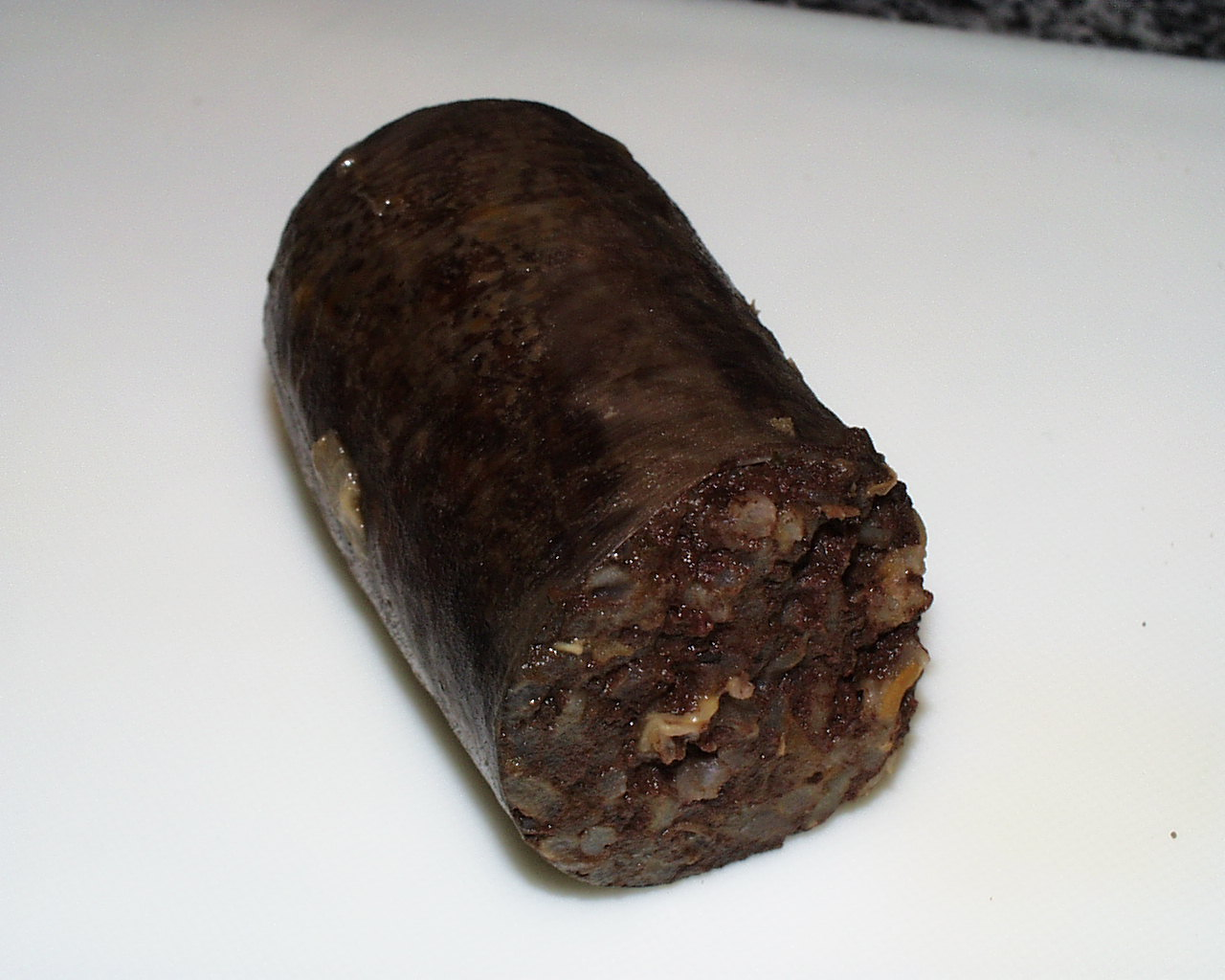
نوعی سوسیس خون که در اسپانیا و آمریکای لاتین خورده می‌شود